# Скічко Олексій Омелянович
Олексій Омелянович Скічко (27 січня 1946, с. Триліси Олександрівський район Кіровоградська область — 13 серпня 2011) — український та радянський політик й управлінець місцевого рівня, міський голова міста Олександрії в 1990—1994 рр. і в 2006 — 2010 рр. Почесний громадянин Олександрії (2016).

## Біографія
Олексій Скічко народився в селі с. Триліси Олександрівського району в родині будівельника. Закінчив дев'ять класів середньої школи у 1962 році. Потім навчався в Донецькому професійно-технічному училищі за спеціальністю «слюсар з ремонту маневрових локомотивів».
З 1964 по 1966 рік Скічко працював на Донецькому металургійному заводі. Після цього кілька років працював на теплоелектроцентралі № 3 виробничого об'єднання «Олександріявугілля».
1973 — 1982 рр. був одним з лідерів комсомолу Олександрії, очолював міські комсомольські організації. Паралельно з тим він закінчивши Вищу партійну школу. Загалом Олексій Скічко більш ніж десять років пропрацював на партійних і радянських виборних посадах.
В 1982—1990 роках — секретар, перший секретар Олександрійського міського комітету Комуністичної партії України.
З 1990 по 1994 рік він був головою Олександрійської міської ради народних депутатів, головою виконкому.
Після відставки і до 2001 року Скічко працював на підприємствах Олександрії. За цей час він встиг побувати директором з маркетингу, директором з комбайнобудування ЗАТ «Завод Автоштамп» і віце-президентом концерну «Лан». У 2001 — 2003 роках був головою правління, та генеральним директором АТ «Херсонські комбайни».
З 2003 — на державній службі. Займав посади помічника Голови ДПА України, директора Департаменту організаційно-розпорядчої роботи ДПА України, начальника відділу ліцензування регіонального управління ДААК ДПА України в Черкаській області.
У 2006 році безпартійний Олексій Скічко виграв з невеликим відривом від Степана Цапюка (ПР) вибори на посаду мера Олександрії. На виборах його підтримували місцеві осередки БЮТ і блоку «Не так».
На місцевих виборах 2010 року Висувався від партії «Єдиний центр». Він програв своєму першому заступнику Степану Цапюку зайнявши третє місце з результатом у 6 % голосів при 36 % явці виборців.
Олексій Скічко помер в суботу 13 серпня 2011. Про причини смерті не повідомлялось жодної інформації.

## Особисте життя
Олексій Скічко був одружений, мав трьох синів.